# Fritid
Fritid er en tidsperiode i løbet af en dag, hvor en person ikke er på arbejde, på uddannelse, eller lignende.
Det vil sige tid hvor man i princippet kan gøre hvad man har lyst til, og ikke behøver modtage ordre eller påtage sig arbejdsopgaver.
Folk bruger deres fritid vidt forskelligt, som f.eks. på at:
- hvile
- dyrke sport
- passe børn
- dyrke en hobby
- se tv, bruge computer (f.eks. sidde på Wikipedia) eller høre musik
- udføre lektier eller hjemmearbejde (kan opfattes som brug af fritid)
- være sammen med vennerne
- tage til koncerter,i tivoli osv.
- Man hører dog også om mennesker, der har svært ved at hvile/slappe af. Nogle af disse arbejder faktisk i deres fritid.

Ordet fritid er en sammensætning af "fri" og "tid", altså fritid, en tid man har/er fri.
| Tid | Spire Denne artikel om tid eller kalendere er en spire som bør udbygges. Du er velkommen til at hjælpe Wikipedia ved at udvide den. |